# Audi RS5
Audi RS5 er topmodellen i bilfabrikanten Audi's A5-serie. Bilen blev præsenteret som coupé på Geneve Motor Show i marts 2010.

## Design
Det mod Ur-Quattro rettede design på RS5 er baseret på A5, som er designet af Walter Maria de’Silva.
I forhold til Audi A5-serien adskiller RS5 sig på følgende punkter ud over motor og gearkasse:
- Modificerede kofangere fortil og bagtil
- Ingen tågeforlygter, men i stedet luftindtag i frontskørterne
- Forreste kofanger i aluminiumsdesign
- Bredere skærmforøgere fortil og bagtil
- Karrosseridetaljer som f.eks. kølergrillindfatning i mat aluminiumsoptik
- To ovale udstødningsblænder
- Automatisk udkørlig hækspoiler fra 120 km/t

I kabinen er bl.a. læderudstyr, karbonpyntelister, sportslæderrat og -sæder, pedaler i aluminiumsoptik samt forskellige RS5-skrifttræk standardudstyr.

### Facelift
På Frankfurt Motor Show i september 2011 præsenterede Audi den faceliftede RS5. Modellen fik ligesom A5 en modificeret kølergrill, smallere luftindtag samt modificerede front- og hækskørter.
Den modificerede RS5 Coupé kom ud til forhandlerne i foråret 2012. I efteråret samme år tilkom RS5 Cabriolet.
- Audi RS5 (2012−)
- Audi RS5 Cabriolet (2012−)
- Kabine

## Tekniske data
Motoren er baseret på V8-højtomdrejningsmotoren fra den i 2005 introducerede RS4. I forhold til RS4 har RS5 en 22 kW (30 hk) større effekt, som opnås ved et omdrejningstal på over 8000 omdr./min. Drejningsmomentet er med 430 Nm uforandret, og er til rådighed i omdrejningsområdet fra 4000 til 6000 omdr./min.
RS5 er som standard udstyret med den 7-trins dobbeltkoblingsgearkasse S tronic og permanent firehjulstræk (quattro). For første gang er midterdifferentialet et kronhjulsdifferentiale i stedet for det hidtidige Torsendifferentiale. Dette gør bilen 2 kg lettere. Grundfordelingen af drivmomentet er 40% til for- og 60% til bagakslen. Til forbedring af traktionen kan der fordeles op til 70% til forhjulene hhv. op til 85% til baghjulene.
Gearkasse-, speeder- og styrerespons kan ændres af føreren (audi drive select).
|                                          | Coupé                                                 | Cabriolet                                             |
| ---------------------------------------- | ----------------------------------------------------- | ----------------------------------------------------- |
| Byggeperiode:                            | 4/2010−                                               | 11/2012−                                              |
| Motortyp:                                | V8-motor med direkte benzinindsprøjtning              | V8-motor med direkte benzinindsprøjtning              |
| Slagvolume:                              | 4163 cm³                                              | 4163 cm³                                              |
| Cylindre/ventiler:                       | 8/32                                                  | 8/32                                                  |
| Maks. effekt ved omdr./min.:             | 331 kW (450 hk)/8250                                  | 331 kW (450 hk)/8250                                  |
| Maks. moment ved omdr./min.:             | 430 Nm ved 4000–6000                                  | 430 Nm ved 4000–6000                                  |
| Drivende hjul:                           | Alle                                                  | Alle                                                  |
| Gearkasse, standardudstyr:               | 7-trins S tronic                                      | 7-trins S tronic                                      |
| Egenvægt:                                | 1790–1800 kg                                          | 1995 kg                                               |
| Lasteevne:                               | 500 kg                                                | 500 kg                                                |
| Acceleration, 0–100 km/t:                | 4,5–4,6 sek.                                          | 4,9 sek.                                              |
| Topfart:                                 | 250 km/t (begrænset) 280 km/t (begrænset) mod merpris | 250 km/t (begrænset) 280 km/t (begrænset) mod merpris |
| Brændstofforbrug pr. 100 km, kombineret: | 10,5–10,8 l Super Plus                                | 10,7 l Super Plus                                     |
| CO2-udslip, kombineret:                  | 246–252 g/km                                          | 249 g/km                                              |
| Udstødningsnorm:                         | Euro 5                                                | Euro 5                                                |